# Charčo
Charčo (gruzínsky ხარჩო) je polévka z hovězího masa (někdy také skopového nebo drůbežího), jejíž recept pochází z gruzínské kuchyně. Má výrazně ostrou a nakyslou chuť, jejím základem je silný vývar z pomalu vařeného masa s morkovou kostí. Charčo má hustou konzistenci, obsahuje kusy masa, vařenou rýži, rajčatový protlak, pastu tkemali, mleté vlašské nebo lískové ořechy, česnek kuchyňský a kořenící směs chmeli suneli. Hotová polévka se posype na talíři čerstvou koriandrovou natí, jako příloha se k ní podává bílé pečivo šotis puri.